# علی افتخاری
علی افتخاری (متولد سال ۱۳۵۸) رئیس مؤسسه ملی هنر و علوم آمریکا و انجمن نانو آمریکا است. او همچنین بنیانگذار پروژه‌های توسعه‌ای در کشورهای آفریقایی است. هم‌اکنون ریاست دانشکده‌ای مهندسی مواد و هنر را در دانشگاه جیما که دارای رتبه نخست در اتیوپی است را بر عهده دارد.
پیش از رفتن به آمریکا او بخش الکتروشیمی پژوهشگاه مواد و انرژی را تأسیس کرد.،،  او یکی از محققان برجسته نانو در ایران است.

او بیش از ۱۰۰ مقاله در مجلات ISI دارد و داور ثابت بیش از ۴۰ مجله ISI هست.  افتخاری عضو پیوسته انجمن نانوفناوری انگلستان و عضو هیئت تحریریه مجله نانومواد (از مجلات تخصصی نانو ISI) است. او عضو هیات علمی تعداد زیادی از کنفرانسهای بین‌المللی در حوزه نانو هست (همچون: عضو کمیته علمی چهارمین همایش بهاره انجمن بین‌المللی الکتروشیمی، سنگاپور ۲۰۰۶؛ عضو هیئت مشاور یازدهمین کنفرانس بین‌المللی مواد و فناوری‌های مدرن (CIMTEC)، ایتالیا ۲۰۰۶؛ سخنران مدعو و عضو کمیته علمی بیست و هشتمین سمپوزیوم پلیمر، استرالیا ۲۰۰۶ )
ایشان بنیانگذار نانوفناوری الکتروشیمیایی هست که کتابی در این زمینه نیز توسط انشارات Wiley-VCH به چاپ رسانده است.، 

## بیوگرافی
او در سال ۱۳۵۸ در شهر تهران متولد شده و تحصیلات دانشگاهی خود را در سن ۱۲ سالگی شروع کرده و در سن ۲۲ سالگی موفق به اخذ دکتری الکتروشیمی شد.

## هندسه فرکتال
او برای اولین بار تئوری هندسه فرکتالی برای فرایندهای الکتروشیمیایی را ارائه کرد و بعد فرکتالی که مختص ساختارها هست را برای این فرایندها نیز به کار برد.
همچنین هندسه فرکتالی را برای آنالیز متون ادبی بکار برد که نظریه ارائه شده با موفقیت برای تحلیل آثار ویلیام شکسپیر بکار رفته‌است.

## باتری پتاسیمی
او مخترع باتری پتاسیمی است که جایگزین باتریهای لیتیومی است. ایده باتریهای پتاسیمی برای اولین بار در سال ۲۰۰۴ میلادی ارائه شد و هم‌اکنون انواع گوناگونی از جمله نمونه‌های تجاری گزارش شده‌اند.

## مدیریت پژوهش
در کنار فعالیت‌های علمی،  افتخاری سابقه طولانی در تأسیس و راه اندازی مراکز علمی دارد. او مؤسس بخش الکتروشیمی پژوهشگاه مواد و انرژی بود که توسط  عارف معاون اول وقت افتتاح گردید.
او  همچنین دانشکده مهندسی مواد در دانشگاه جیما را تأسیس کرده‌است. در حالی که تحلیلهای تخصصی از توسعه آموزش در آفریقا حاکی از فساد سیاسی و اقتصادی دارد، روزنامه انگلیسی گاردین از پروژه  افتخاری به عنوان یک موفقیت استثنایی و بکر نام می برد.